# Stepovak Bay
De Stepovak Bay is een baai aan het Alaska-schiereiland, in de Golf van Alaska. De baai werd in 1888 door de United States Coast and Geodetic Survey Stepovakho Bay of Stepof's Bay genoemd, vernoemd naar Stepanof, een Russische kapitein.

## Vulkanen
De Stepovak Bay wordt omringd door een groep vulkanen, een ketting van vijf sintelkegels van de Aleoetenboog. Een van deze vulkanen is Mount Kupreanof en de andere vier zijn genummerd als Stepovak Bay 1, 2, 3, & 4. Mount Kupreanof en nummer 2 en 4 zijn de afgelopen 10.000 jaar uitgebarsten, terwijl nummer 1 en 3 hiervoor uitbarstten, ergens in het Laat Pleistoceen. De meest recente uitbarsting van Mount Kupreanof was waarschijnlijk in maart 1987.